# Gerd Maria Schyman
Gerd Gudrun Maria Schyman, nota come Gudrun Schyman (Täby, 9 giugno 1948) è una politica svedese.
È stata parlamentare dal 1988 al 2006 nelle file del Vänsterpartiet kommunisterna, in seguito Vänsterpartiet (“Partito della Sinistra”). È stata leader del Vänsterpartiet dal 1993 al 2003. Dall’aprile 2013 è leader del partito Iniziativa Femminista, posizione che ha inoltre ricoperto tra il 2005 e il 2011. Schyman è attualmente assessora e rappresenta il partito nel consiglio provinciale di Simrishamn. Vive a Gladsax, nella provincia di Simrishamn. 
Schyman ha lasciato il Vänsterpartiet il 7 dicembre 2004, ed è rimasta nel Riksdag fino alle elezioni del 2006 come indipendente.

## Biografia

### Formazione
Gudrun Schyman è nata e cresciuta a Täby, a nord di Stoccolma. Il padre era rappresentante dell’associazione di artigiani Hemslöjden, la madre sarta. Dopo il diploma lavora come impiegata presso le poste. Nel 1970 si iscrive al corso di scienze sociali presso l’Università di Stoccolma, lavorando poi come assistente sociale fino al 1976. È in quegli anni che si interessa alla politica ed entra nel partito Marxist-leninistiska kampförbundet (MLK), dove tra gli altri incontra il regista Lasse Westman, col quale ha avuto una lunga relazione. Oggi (2012) convive con Jacques Öhlund.

### 1977-1993, l’impegno nel Vänsterpartiet/VPK
Nel 1977 si trasferisce da Täby a Örnahusen, nella provincia di Simrishamn, dove comincia a prendere in seria considerazione l’impegno politico e diventa membro di quello che allora si chiamava Vänsterpartiet Kommunisterna (VPK). Nel tempo libero si occupa di questioni ambientali, energetiche e femministe. Siede in consiglio provinciale dal 1980 al 1987, e dal 1982 è parte della commissione per i servizi sociali. Nel 1981 entra nella direzione del VPK, dal 1984 anche nel comitato esecutivo. Assieme al compagno Lasse Westman acquista una proprietà a Gladsax, dove ha due bambini. In quel periodo appariva in tutta la Svezia nel film Födelsen ("La Nascita"), che veniva proiettato ai corsi per neo-genitori. 
Nel 1987 si separa da Lasse Westman. Con i figli si trasferisce dalla regione della Scania in una comune a Värmdö, non lontano da Stoccolma, dove lavora come assessora ai servizi sociali. Nel 1988 viene eletta nel Riksdag nelle file del VPK. All’interno del partito si erano da tempo levate voci di dissenso nei confronti del leader Lars Werner, e al congresso del 1990 Schyman si candida alla guida del partito ma perde. Nello stesso anno il nome viene cambiato in Vänsterpartiet.

### 1993-2003, alla guida del Vänsterpartiet
Nel gennaio 1993 viene eletta come nuova leader del Vänsterpartiet, la prima a prendere le distanze dal comunismo. La qualità più importante come leader è la sua capacità di attrarre nuovi elettori. Durante il suo mandato il numero di rappresentanti nel Riksdag viene più che raddoppiato. Schyman porta il femminismo ad essere uno dei punti cardine del programma di partito. Il suo è uno stile insolitamente aperto ed estroverso, si veda ad esempio l’autobiografia dove racconta la sua spesso tragica infanzia, le sue relazioni e la dipendenza dall’alcol. Nel settembre del 1996, in un’intervista televisiva rende pubblico il suo alcolismo, quindi entra in un programma di disintossicazione in un centro specializzato nella regione della Scania. Dopo una ricaduta, nel 1997 si prende una pausa dalla politica.
Nel 1998 Gudrun Schyman viene rieletta alla guida del partito. Nel corso del congresso viene dato grande spazio al dibattito tra l’ala sostenitrice di una politica saldamente legata ai valori tradizionali del socialismo e un'altra più liberale. Si alzano inoltre critiche nei confronti delle politiche di apertura di Schyman, che avrebbe dedicato poco tempo agli affari interni. Alle elezioni del 1998, Schyman porta il partito al record storico del 12% delle preferenze. 
Nel 2000 Schyman ritorna a Gladsax. Al congresso del 2002 la leader tiene un discorso incentrato, tra le altre, sull’oppressione femminile degli uomini, discorso che verrà poi ricordato come Talibantalet ("Discorso Talebano"), dove dice:
Nel gennaio 2003 emerge che Schyman, per più anni, nella dichiarazione dei redditi aveva dedotto costi inesigibili. La situazione diventa presto insostenibile e il 26 gennaio, nel corso di una conferenza stampa, annuncia le sue dimissioni. Viene sostituita da Ulla Hoffmann, poi da Lars Ohly. In febbraio l’Ufficio Riscossioni di Malmö avvia un’inchiesta nei confronti di Schyman per reato di evasione. In seguito all’ammissione di colpa, viene comminata una sanzione pecuniaria.

### 2003-2005, dal Vänsterpartiet agli indipendenti
Dopo le dimissioni dalla guida del partito, Schyman prosegue i lavori al Riksdag focalizzandosi sulla questione femminile. Nell’autunno 2004 riceve attenzione la sua proposta, sottoscritta da molti partiti della sinistra, di avanzare un calcolo dei costi della violenza su donne e bambini, proposta che i giornalisti chiamano "mansskatt" (supplemento fiscale sui soli uomini), insieme alla richiesta di un finanziamento statale per associazioni e comitati femministi. 
Nel dicembre 2004 Schyman comunica di aver lasciato il Vänsterpartiet per promuovere politiche di genere al di fuori dei partiti, entrando di fatto nelle file degli indipendenti. I deputati del partito la criticano, ritenendo che, avendo ricevuto un mandato dal partito, debba lasciare il seggio al Riksdag in caso di fuoriuscita dal partito. Schyman replica di avere lo stesso ricevuto un mandato dagli elettori a promuovere politiche femministe nel Riksdag.

### 2005-2011, Iniziativa Femminista
In una conferenza stampa il 4 aprile del 2005 Schyman viene presentata come membro della direzione di Iniziativa Femminista, partito neofondato in ottica delle elezioni del 2006. Il partito non conquista alcun seggio al Riksdag, ma Schyman continua come portavoce il suo impegno per la causa femminista.
Gudrun Schyman si candida alle Europee del 2009. Iniziativa Femminista ottiene il 2,2%; non avendo raggiunto la soglia prevista di sbarramento del 4%, non viene eletta.
Nel giugno 2010, in occasione della Settimana di Almedal (importante meeting politico aperto a tutti i partiti che si svolge tutte le estati nell'isola di Gotland), Schyman dà fuoco a 100.000 corone, per attirare l’attenzione sul divario salariale tra uomini e donne. Alle Politiche del 2010, Iniziativa Femminista ottiene lo 0,4%; non avendo raggiunto la soglia prevista di sbarramento del 4%, ancora una volta non viene eletta. Schyman si candida anche nel consiglio provinciale di Simrishamn, dove Iniziativa Femminista prende il 8,9% dei voti ed è il terzo partito. Il risultato la riporta nello stesso consiglio dove aveva seduto dal 1980 al 1987.

### 2011- , sviluppi recenti
Nel gennaio 2011 Schyman notifica le sue dimissioni da portavoce di Iniziativa Femminista, pur restando alla guida del partito e consigliera nella provincia di Simrishamn.
Nell’aprile 2013 viene rieletta portavoce del partito insieme a Stina Svensson e Sissela Nordling Blanco. Nel 2014 il partito si presenta alle Europee, alle Politiche e alle Amministrative in molte regioni e comuni e ottiene il miglior risultato di sempre: il 5,3% alle Europee che porta un seggio, il 3,1% alle Politiche, oltre a 26 candidati eletti in 13 tra regioni e comuni.

### Altre attività
Tra il 1977 e il 1987 convive col regista Lasse Vestman. Collabora a molte sue produzioni, tra cui la serie tv "Jag kan, jag vill, jag törs", in onda dal 1980. L’anno precedente appare nel film documentario "Födelsen" (La Nascita), che racconta la nascita del figlio. Nei 55 minuti di durata seguiamo gli aspiranti genitori (Vestman e Schyman), oltre all’ostetrica, in quella che, per i suoi tempi, è una narrazione molto realistica della nascita. Il primogenito della coppia viene al mondo nel 1978, in un ospedale di Ystad. 
Nel 2010 prende parte a Let's Dance (la versione svedese del programma televisivo Strictly Come Dancing - in Italia Ballando con le stelle), su TV4, dove si classifica settima fra i dodici partecipanti. Schyman è la prima partecipante al programma a criticare l’eteronormatività dei ruoli di genere nella danza. Già in occasione della prima puntata non accetta che le donne, durante la performance di apertura, si debbano inginocchiare davanti ai partner maschili. La figura viene modificata, così che gli sfidanti restano in piedi, a prescindere dal genere, mentre i partner professionisti si inginocchiano. Nella seconda puntata, su iniziativa di Schyman, lei e il partner Björn Törnblom si scambiano a turno il ruolo di guida nel tango.